# Patakon
Manuel Antonio Madariaga Ustara, más conocido como Patakon (Galdácano 1796 - África ¿1850>1860?), bandolero y bandido español que actuaba en el Señorío de Vizcaya.
Patakon fue un bandolero vizcaíno que de principios del siglo XIX, está considerado el arquetipo de bandido social o generoso (como Robin Hood) más relevante del País Vasco. Es tradicionalmente rememorado por sus actuaciones y costumbre de ayudar a los más necesitados con lo que quitaba a los más favorecidos todavía es recordado en las áreas donde actuó como un "ladrón compasivo" con comentarios como "lapurre zan baie, errukitzue. Usabarri kendu ta alargunei emon" (era ladrón, pero compasivo. Quitaba a los ricos y daba a las viudas).

## Biografía
Manuel Antonio Madariaga Ustara nació en la anteiglesia vizcaína de Galdácano en 1796 en el seno de una familia dedicada a la herrería. Fue criado en Larrabezúa y era el mayor de nueve hermanos. Tuvo seis hijos y tenía un grado de educación ya que sabía leer y escribir (algo que no era común en la época).
Formó una partida bandolera en donde integró a parte de sus familiares que actuaba en la zonas de Arratia, Umbe y Bizkargi haciendo incursiones en las provincias vecinas de Álava y Guipúzcoa. Comenzó sus fechorías en 1820. Combatió junto a los realistas y fue detenido en 1823 por robo y e indultado por su pertenencia al ejército realista. En 1825 volvió a ser detenido  y condenado a pena de ocho años de  cárcel de los que solo cumplió tres al escaparse de la prisión de Bilbao. En 1830 lo volvieron  a detener y fue encarcelado en Valladolid pasando de allí a la prisión del Peñón de Vélez en la  isla Canaria de La Gomera. Salió en libertad por indulto en 1839 siendo nuevamente apresado en 1848 por robo. Pasó por las prisiones de Cartagena, Ceuta y Melilla de donde se fugó siendo apresado y vendido como esclavo por los rifeños. Tras comprar su libertad murió a los pocos años, se estima que sobre 1850, en África.

## La tradición popular
La tradición popular recuerda a Patakon como un buen ladrón. Todavía se mantiene la idea de que "Patakon, dekoneri kendu eta estekoneri emon"  (Patakon, quitar al que tiene y dárselo al que no tiene). Con fama de inteligente y sensato es una figura de luchador contra el sistema. 
Una de sus áreas de actuación fue la sierra de Aramotz en la que según cuenta la tradición, se pueden encontrar las huellas de su caballo herrado al revés, para despistar a las autoridades.